# Kolare
Kolare (cyr. Коларе) – wieś w Serbii, w okręgu pomorawskim, w mieście Jagodina. W 2011 roku liczyła 588 mieszkańców.